# Osiedle XV-lecia (Radom)
Osiedle XV-lecia – jedna z największych dzielnic Radomia, położone na północ od centrum miasta. Główne ulice: Miła, Chrobrego, Struga, Sowińskiego, Sportowa, Kusocińskiego, 25 Czerwca, Żwirki i Wigury. Dzielnica jest bardzo dobrze skomunikowana z innymi częściami miasta. Przez Osiedle XV-lecia kursują autobusy linii nr: 3, 4, 6, 7, 9, 12, 13, 16, 21, 23, 24, 26. 
W zabudowie przeważają bloki z wielkiej płyty, choć na terenie dzielnicy znajduje się również osiedle domów jednorodzinnych. Do lat 50. XX wieku, w miejscu obecnego osiedla, istniała wieś Oświęcim.

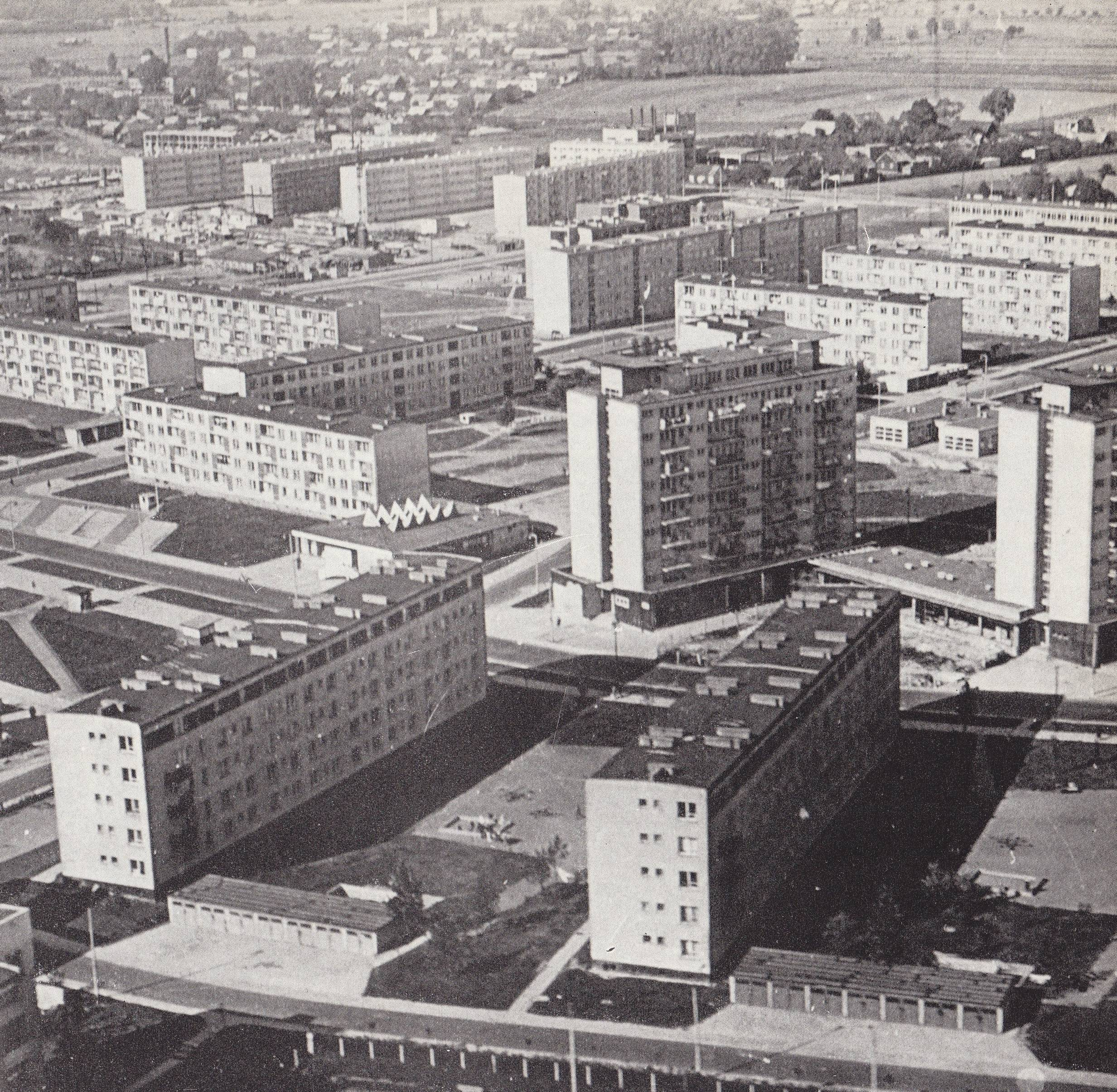
Osiedle wkrótce po wybudowaniu na zdjęciu z lotu ptaka.